# Major League Soccer de 2008
A temporada 2008 da Major League Soccer foi a décima terceira de sua história. Começou em 29 de Março e terminou em 23 de Novembro.

## Mudanças em relação a temporada 2007
- O San Jose Earthquakes voltou a participar da competição como franquia da conferência Oeste.
- Os três melhores times da cada conferência se classificaram automaticamente para os playoffs. As duas vagas restantes eram definidas pelos times não classificados com os maiores números de pontos na classificação geral, independente da conferência.
- A classificação para a SuperLiga Norte-Americana foi limitada para os quatro times com maior pontuação ainda não qualificados para a CONCACAF Champions League, mudança realizada após problemas de sobrecarregamento na agenda dos times da MLS.
- A classificação para a Lamar Hunt U.S Open Cup 2009 foi definida para os seis clubes com melhores campanhas no geral, ao contrário dos anos anteriores em que era definida pelos três melhores de cada conferência.
- Três times assinaram com novos patrocinadores: O Chicago Fire fechou um contrato com a Best Buy, a Glidden assinou com o Columbus Crew e a Volkswagen virou a patrocinadora do DC United.
- Bruce Arena não renovou o contrato com o New York Red Bulls e Juan Carlos Osorio foi contratado pelo Chicago Fire.
- O Chicago Fire promoveu seu auxiliar técnico, Dennis Hamlett, para treinador principal.
- Frank Yallop foi tranferido do Los Angeles Galaxy para o San Jose Earthquakes. O ganhador do Ballon d'Or de 1987 e campeão da Eurocopa de 1988, Ruud Gullit, foi contratado para o repor.
- John Carver virou o treinador principal do Toronto.
- O Rio Tinto Stadium, no estado americano de Utah, virou a casa do Real Salt Lake.
- O Kansas City Wizards (atual Sporting Kansas City) se mudou para a área metropolitana de Kansas para atuar no estádio de baseball CommunityAmerica Ballpark. Foi uma medida provisória até se mudar para a atual casa do time em 2011, o Livestrong Sporting Park.

## Formato da competição
- A temporada ocorreu de 29 de Março até 23 de Novembro.
- Os 14 times participantes foram divididos em duas conferências com 7 times em cada. Cada clube jogou 30 partidas, sendo metade realizadas dentro do mando de campo e a outra metade fora. Todos os times se enfrentavam duas vezes na temporada regular, dando um total de 26 partidas. Os quatro jogos restantes aconteciam através de clássicos regionais, com duas partidas em casa e duas partidas fora.
- Os três times de cada conferência com melhor campanha se classificavam para os playoffs. Os próximos dois times classificados eram definidos como aqueles os quais não tinha ainda avançado para a próxima fase e com maior número de pontos na classificação geral, independentemente da conferência. Na primeira fase o critério de desempate era o número agregado de gols no confronto direito entre os dois times. As finais da conferência era feitas em uma partida única, e os vencedores avançavam para a MLS Cup. Nas fases finais, todos os jogos terminados empatados iam para a prorrogação e cobrança de penaltis caso necessário. O critério de gols fora de casa não foi adotado.
- O time com maior número de pontos na temporada regular ganhava o MLS supporter's Shield e a classificação para a CONCACAF Champions League 2009-10. O ganhador da MLS CUP também era qualificado para a Champions League 2009-10, tal como o vice campeão. O vencedor da Copa dos Estados Unidos também tinha o direito de participar da competição. Caso um time conseguisse a classificação de múltiplas maneiras, a vaga era doada para o time com melhor campanha de maneira geral e que ainda não estivesse classificado. O Toronto FC também conquistou a classificação para a Champions League por ter vencido o Campeonato Canadense de Futebol.
- Os quatro melhores times na temporada regular, independente da conferência e que não tinham se classificado para Champions League, se classificaram para a SuperLiga 2009.
- Os seis times, independente da conferência, que obtivessem o maior número de pontos, se classificavam para a US Open Cup 2009.

## Resultados
| Abreviação e significado das cores: Chicago Fire - CHI • Chivas USA - CHV • Colorado Rapids - COL • Columbus Crew - CLB • D.C. United - DC FC Dallas - DAL • Houston Dynamo - HOU • Kansas City Wizards - KC • Los Angeles Galaxy - LA • New England Revolution - NE New York Red Bulls - NY • Real Salt Lake - RSL • San Jose Earthquakes - SJ • Toronto FC - TOR Vitória • Derrota • Empate • Mandante | Abreviação e significado das cores: Chicago Fire - CHI • Chivas USA - CHV • Colorado Rapids - COL • Columbus Crew - CLB • D.C. United - DC FC Dallas - DAL • Houston Dynamo - HOU • Kansas City Wizards - KC • Los Angeles Galaxy - LA • New England Revolution - NE New York Red Bulls - NY • Real Salt Lake - RSL • San Jose Earthquakes - SJ • Toronto FC - TOR Vitória • Derrota • Empate • Mandante | Abreviação e significado das cores: Chicago Fire - CHI • Chivas USA - CHV • Colorado Rapids - COL • Columbus Crew - CLB • D.C. United - DC FC Dallas - DAL • Houston Dynamo - HOU • Kansas City Wizards - KC • Los Angeles Galaxy - LA • New England Revolution - NE New York Red Bulls - NY • Real Salt Lake - RSL • San Jose Earthquakes - SJ • Toronto FC - TOR Vitória • Derrota • Empate • Mandante | Abreviação e significado das cores: Chicago Fire - CHI • Chivas USA - CHV • Colorado Rapids - COL • Columbus Crew - CLB • D.C. United - DC FC Dallas - DAL • Houston Dynamo - HOU • Kansas City Wizards - KC • Los Angeles Galaxy - LA • New England Revolution - NE New York Red Bulls - NY • Real Salt Lake - RSL • San Jose Earthquakes - SJ • Toronto FC - TOR Vitória • Derrota • Empate • Mandante | Abreviação e significado das cores: Chicago Fire - CHI • Chivas USA - CHV • Colorado Rapids - COL • Columbus Crew - CLB • D.C. United - DC FC Dallas - DAL • Houston Dynamo - HOU • Kansas City Wizards - KC • Los Angeles Galaxy - LA • New England Revolution - NE New York Red Bulls - NY • Real Salt Lake - RSL • San Jose Earthquakes - SJ • Toronto FC - TOR Vitória • Derrota • Empate • Mandante | Abreviação e significado das cores: Chicago Fire - CHI • Chivas USA - CHV • Colorado Rapids - COL • Columbus Crew - CLB • D.C. United - DC FC Dallas - DAL • Houston Dynamo - HOU • Kansas City Wizards - KC • Los Angeles Galaxy - LA • New England Revolution - NE New York Red Bulls - NY • Real Salt Lake - RSL • San Jose Earthquakes - SJ • Toronto FC - TOR Vitória • Derrota • Empate • Mandante | Abreviação e significado das cores: Chicago Fire - CHI • Chivas USA - CHV • Colorado Rapids - COL • Columbus Crew - CLB • D.C. United - DC FC Dallas - DAL • Houston Dynamo - HOU • Kansas City Wizards - KC • Los Angeles Galaxy - LA • New England Revolution - NE New York Red Bulls - NY • Real Salt Lake - RSL • San Jose Earthquakes - SJ • Toronto FC - TOR Vitória • Derrota • Empate • Mandante | Abreviação e significado das cores: Chicago Fire - CHI • Chivas USA - CHV • Colorado Rapids - COL • Columbus Crew - CLB • D.C. United - DC FC Dallas - DAL • Houston Dynamo - HOU • Kansas City Wizards - KC • Los Angeles Galaxy - LA • New England Revolution - NE New York Red Bulls - NY • Real Salt Lake - RSL • San Jose Earthquakes - SJ • Toronto FC - TOR Vitória • Derrota • Empate • Mandante | Abreviação e significado das cores: Chicago Fire - CHI • Chivas USA - CHV • Colorado Rapids - COL • Columbus Crew - CLB • D.C. United - DC FC Dallas - DAL • Houston Dynamo - HOU • Kansas City Wizards - KC • Los Angeles Galaxy - LA • New England Revolution - NE New York Red Bulls - NY • Real Salt Lake - RSL • San Jose Earthquakes - SJ • Toronto FC - TOR Vitória • Derrota • Empate • Mandante | Abreviação e significado das cores: Chicago Fire - CHI • Chivas USA - CHV • Colorado Rapids - COL • Columbus Crew - CLB • D.C. United - DC FC Dallas - DAL • Houston Dynamo - HOU • Kansas City Wizards - KC • Los Angeles Galaxy - LA • New England Revolution - NE New York Red Bulls - NY • Real Salt Lake - RSL • San Jose Earthquakes - SJ • Toronto FC - TOR Vitória • Derrota • Empate • Mandante | Abreviação e significado das cores: Chicago Fire - CHI • Chivas USA - CHV • Colorado Rapids - COL • Columbus Crew - CLB • D.C. United - DC FC Dallas - DAL • Houston Dynamo - HOU • Kansas City Wizards - KC • Los Angeles Galaxy - LA • New England Revolution - NE New York Red Bulls - NY • Real Salt Lake - RSL • San Jose Earthquakes - SJ • Toronto FC - TOR Vitória • Derrota • Empate • Mandante | Abreviação e significado das cores: Chicago Fire - CHI • Chivas USA - CHV • Colorado Rapids - COL • Columbus Crew - CLB • D.C. United - DC FC Dallas - DAL • Houston Dynamo - HOU • Kansas City Wizards - KC • Los Angeles Galaxy - LA • New England Revolution - NE New York Red Bulls - NY • Real Salt Lake - RSL • San Jose Earthquakes - SJ • Toronto FC - TOR Vitória • Derrota • Empate • Mandante | Abreviação e significado das cores: Chicago Fire - CHI • Chivas USA - CHV • Colorado Rapids - COL • Columbus Crew - CLB • D.C. United - DC FC Dallas - DAL • Houston Dynamo - HOU • Kansas City Wizards - KC • Los Angeles Galaxy - LA • New England Revolution - NE New York Red Bulls - NY • Real Salt Lake - RSL • San Jose Earthquakes - SJ • Toronto FC - TOR Vitória • Derrota • Empate • Mandante | Abreviação e significado das cores: Chicago Fire - CHI • Chivas USA - CHV • Colorado Rapids - COL • Columbus Crew - CLB • D.C. United - DC FC Dallas - DAL • Houston Dynamo - HOU • Kansas City Wizards - KC • Los Angeles Galaxy - LA • New England Revolution - NE New York Red Bulls - NY • Real Salt Lake - RSL • San Jose Earthquakes - SJ • Toronto FC - TOR Vitória • Derrota • Empate • Mandante | Abreviação e significado das cores: Chicago Fire - CHI • Chivas USA - CHV • Colorado Rapids - COL • Columbus Crew - CLB • D.C. United - DC FC Dallas - DAL • Houston Dynamo - HOU • Kansas City Wizards - KC • Los Angeles Galaxy - LA • New England Revolution - NE New York Red Bulls - NY • Real Salt Lake - RSL • San Jose Earthquakes - SJ • Toronto FC - TOR Vitória • Derrota • Empate • Mandante | Abreviação e significado das cores: Chicago Fire - CHI • Chivas USA - CHV • Colorado Rapids - COL • Columbus Crew - CLB • D.C. United - DC FC Dallas - DAL • Houston Dynamo - HOU • Kansas City Wizards - KC • Los Angeles Galaxy - LA • New England Revolution - NE New York Red Bulls - NY • Real Salt Lake - RSL • San Jose Earthquakes - SJ • Toronto FC - TOR Vitória • Derrota • Empate • Mandante | Abreviação e significado das cores: Chicago Fire - CHI • Chivas USA - CHV • Colorado Rapids - COL • Columbus Crew - CLB • D.C. United - DC FC Dallas - DAL • Houston Dynamo - HOU • Kansas City Wizards - KC • Los Angeles Galaxy - LA • New England Revolution - NE New York Red Bulls - NY • Real Salt Lake - RSL • San Jose Earthquakes - SJ • Toronto FC - TOR Vitória • Derrota • Empate • Mandante | Abreviação e significado das cores: Chicago Fire - CHI • Chivas USA - CHV • Colorado Rapids - COL • Columbus Crew - CLB • D.C. United - DC FC Dallas - DAL • Houston Dynamo - HOU • Kansas City Wizards - KC • Los Angeles Galaxy - LA • New England Revolution - NE New York Red Bulls - NY • Real Salt Lake - RSL • San Jose Earthquakes - SJ • Toronto FC - TOR Vitória • Derrota • Empate • Mandante | Abreviação e significado das cores: Chicago Fire - CHI • Chivas USA - CHV • Colorado Rapids - COL • Columbus Crew - CLB • D.C. United - DC FC Dallas - DAL • Houston Dynamo - HOU • Kansas City Wizards - KC • Los Angeles Galaxy - LA • New England Revolution - NE New York Red Bulls - NY • Real Salt Lake - RSL • San Jose Earthquakes - SJ • Toronto FC - TOR Vitória • Derrota • Empate • Mandante | Abreviação e significado das cores: Chicago Fire - CHI • Chivas USA - CHV • Colorado Rapids - COL • Columbus Crew - CLB • D.C. United - DC FC Dallas - DAL • Houston Dynamo - HOU • Kansas City Wizards - KC • Los Angeles Galaxy - LA • New England Revolution - NE New York Red Bulls - NY • Real Salt Lake - RSL • San Jose Earthquakes - SJ • Toronto FC - TOR Vitória • Derrota • Empate • Mandante | Abreviação e significado das cores: Chicago Fire - CHI • Chivas USA - CHV • Colorado Rapids - COL • Columbus Crew - CLB • D.C. United - DC FC Dallas - DAL • Houston Dynamo - HOU • Kansas City Wizards - KC • Los Angeles Galaxy - LA • New England Revolution - NE New York Red Bulls - NY • Real Salt Lake - RSL • San Jose Earthquakes - SJ • Toronto FC - TOR Vitória • Derrota • Empate • Mandante | Abreviação e significado das cores: Chicago Fire - CHI • Chivas USA - CHV • Colorado Rapids - COL • Columbus Crew - CLB • D.C. United - DC FC Dallas - DAL • Houston Dynamo - HOU • Kansas City Wizards - KC • Los Angeles Galaxy - LA • New England Revolution - NE New York Red Bulls - NY • Real Salt Lake - RSL • San Jose Earthquakes - SJ • Toronto FC - TOR Vitória • Derrota • Empate • Mandante | Abreviação e significado das cores: Chicago Fire - CHI • Chivas USA - CHV • Colorado Rapids - COL • Columbus Crew - CLB • D.C. United - DC FC Dallas - DAL • Houston Dynamo - HOU • Kansas City Wizards - KC • Los Angeles Galaxy - LA • New England Revolution - NE New York Red Bulls - NY • Real Salt Lake - RSL • San Jose Earthquakes - SJ • Toronto FC - TOR Vitória • Derrota • Empate • Mandante | Abreviação e significado das cores: Chicago Fire - CHI • Chivas USA - CHV • Colorado Rapids - COL • Columbus Crew - CLB • D.C. United - DC FC Dallas - DAL • Houston Dynamo - HOU • Kansas City Wizards - KC • Los Angeles Galaxy - LA • New England Revolution - NE New York Red Bulls - NY • Real Salt Lake - RSL • San Jose Earthquakes - SJ • Toronto FC - TOR Vitória • Derrota • Empate • Mandante | Abreviação e significado das cores: Chicago Fire - CHI • Chivas USA - CHV • Colorado Rapids - COL • Columbus Crew - CLB • D.C. United - DC FC Dallas - DAL • Houston Dynamo - HOU • Kansas City Wizards - KC • Los Angeles Galaxy - LA • New England Revolution - NE New York Red Bulls - NY • Real Salt Lake - RSL • San Jose Earthquakes - SJ • Toronto FC - TOR Vitória • Derrota • Empate • Mandante | Abreviação e significado das cores: Chicago Fire - CHI • Chivas USA - CHV • Colorado Rapids - COL • Columbus Crew - CLB • D.C. United - DC FC Dallas - DAL • Houston Dynamo - HOU • Kansas City Wizards - KC • Los Angeles Galaxy - LA • New England Revolution - NE New York Red Bulls - NY • Real Salt Lake - RSL • San Jose Earthquakes - SJ • Toronto FC - TOR Vitória • Derrota • Empate • Mandante | Abreviação e significado das cores: Chicago Fire - CHI • Chivas USA - CHV • Colorado Rapids - COL • Columbus Crew - CLB • D.C. United - DC FC Dallas - DAL • Houston Dynamo - HOU • Kansas City Wizards - KC • Los Angeles Galaxy - LA • New England Revolution - NE New York Red Bulls - NY • Real Salt Lake - RSL • San Jose Earthquakes - SJ • Toronto FC - TOR Vitória • Derrota • Empate • Mandante | Abreviação e significado das cores: Chicago Fire - CHI • Chivas USA - CHV • Colorado Rapids - COL • Columbus Crew - CLB • D.C. United - DC FC Dallas - DAL • Houston Dynamo - HOU • Kansas City Wizards - KC • Los Angeles Galaxy - LA • New England Revolution - NE New York Red Bulls - NY • Real Salt Lake - RSL • San Jose Earthquakes - SJ • Toronto FC - TOR Vitória • Derrota • Empate • Mandante | Abreviação e significado das cores: Chicago Fire - CHI • Chivas USA - CHV • Colorado Rapids - COL • Columbus Crew - CLB • D.C. United - DC FC Dallas - DAL • Houston Dynamo - HOU • Kansas City Wizards - KC • Los Angeles Galaxy - LA • New England Revolution - NE New York Red Bulls - NY • Real Salt Lake - RSL • San Jose Earthquakes - SJ • Toronto FC - TOR Vitória • Derrota • Empate • Mandante | Abreviação e significado das cores: Chicago Fire - CHI • Chivas USA - CHV • Colorado Rapids - COL • Columbus Crew - CLB • D.C. United - DC FC Dallas - DAL • Houston Dynamo - HOU • Kansas City Wizards - KC • Los Angeles Galaxy - LA • New England Revolution - NE New York Red Bulls - NY • Real Salt Lake - RSL • San Jose Earthquakes - SJ • Toronto FC - TOR Vitória • Derrota • Empate • Mandante | Abreviação e significado das cores: Chicago Fire - CHI • Chivas USA - CHV • Colorado Rapids - COL • Columbus Crew - CLB • D.C. United - DC FC Dallas - DAL • Houston Dynamo - HOU • Kansas City Wizards - KC • Los Angeles Galaxy - LA • New England Revolution - NE New York Red Bulls - NY • Real Salt Lake - RSL • San Jose Earthquakes - SJ • Toronto FC - TOR Vitória • Derrota • Empate • Mandante |
| Club | Match | Match | Match | Match | Match | Match | Match | Match | Match | Match | Match | Match | Match | Match | Match | Match | Match | Match | Match | Match | Match | Match | Match | Match | Match | Match | Match | Match | Match | Match |
| Club | 1 | 2 | 3 | 4 | 5 | 6 | 7 | 8 | 9 | 10 | 11 | 12 | 13 | 14 | 15 | 16 | 17 | 18 | 19 | 20 | 21 | 22 | 23 | 24 | 25 | 26 | 27 | 28 | 29 | 30 |
| --- | --- | --- | --- | --- | --- | --- | --- | --- | --- | --- | --- | --- | --- | --- | --- | --- | --- | --- | --- | --- | --- | --- | --- | --- | --- | --- | --- | --- | --- | --- |
| Chicago Fire | RSL | NE | SJ | KC | COL | NE | DC | HOU | NY | DC | DAL | CHV | SJ | CLB | TOR | RSL | KC | CHV | NE | DC | LA | HOU | NY | COL | DAL | LA | KC | CLB | TOR | NY |
| Chicago Fire | 1-1 | 0-4 | 1-0 | 1-0 | 1-2 | 3-0 | 2-0 | 2-1 | 5-1 | 2-1 | 0-1 | 0-2 | 0-0 | 2-2 | 1-2 | 0-0 | 0-0 | 0-1 | 2-1 | 1-0 | 1-0 | 1-2 | 0-1 | 0-2 | 4-1 | 1-3 | 1-1 | 2-2 | 2-3 | 2-5 |
| Chivas USA | DAL | RSL | CLB | DAL | LA | HOU | NE | DC | COL | CLB | NY | RSL | CHI | NY | SJ | LA | CHI | KC | LA | HOU | SJ | TOR | TOR | NE | RSL | KC | DC | SJ | COL | HOU |
| Chivas USA | 1-1 | 1-3 | 3-4 | 2-0 | 2-5 | 0-0 | 2-1 | 1-3 | 2-1 | 0-2 | 0-1 | 1-0 | 0-2 | 1-1 | 0-1 | 1-1 | 0-1 | 2-3 | 2-2 | 0-4 | 0-0 | 1-2 | 3-1 | 0-4 | 1-0 | 1-2 | 3-0 | 1-0 | 2-1 | 1-1 |
| Colorado Rapids | LA | KC | NE | SJ | CHI | DC | HOU | RSL | CHV | DAL | LA | TOR | HOU | CLB | NY | SJ | DAL | CLB | TOR | KC | DC | RSL | DAL | CHI | NE | NY | HOU | LA | CHV | RSL |
| Colorado Rapids | 0-4 | 2-3 | 1-0 | 2-0 | 1-2 | 0-2 | 1-2 | 0-2 | 2-1 | 1-2 | 2-3 | 1-3 | 0-0 | 1-2 | 0-4 | 1-1 | 2-2 | 2-0 | 0-1 | 1-2 | 0-3 | 0-2 | 1-0 | 0-2 | 1-1 | 5-4 | 3-1 | 2-3 | 2-1 | 1-1 |
| Columbus Crew | TOR | NY | CHV | DC | HOU | KC | SJ | TOR | NE | CHV | SJ | KC | LA | COL | CHI | RSL | KC | COL | HOU | DAL | RSL | DAL | NE | TOR | NY | NE | LA | CHI | NY | DC |
| Columbus Crew | 0-2 | 0-2 | 3-4 | 2-1 | 0-1 | 1-2 | 3-2 | 0-0 | 1-0 | 0-2 | 2-0 | 3-0 | 3-3 | 1-2 | 2-2 | 0-2 | 3-3 | 2-0 | 0-2 | 1-2 | 0-3 | 2-1 | 0-4 | 1-1 | 1-3 | 1-0 | 0-1 | 2-2 | 1-3 | 0-1 |
| D.C. United | KC | TOR | RSL | CLB | RSL | COL | CHI | CHV | TOR | TOR | NE | CHI | NY | SJ | LA | HOU | KC | NY | CHI | NE | COL | NY | SJ | DAL | LA | DAL | CHV | HOU | NE | CLB |
| D.C. United | 0-2 | 1-4 | 0-4 | 2-1 | 1-4 | 0-2 | 2-0 | 1-3 | 0-1 | 2-3 | 2-2 | 2-1 | 1-4 | 1-3 | 1-4 | 2-0 | 0-2 | 4-1 | 1-0 | 1-2 | 0-3 | 0-0 | 1-2 | 2-2 | 2-5 | 0-3 | 3-0 | 0-0 | 1-2 | 0-1 |
| FC Dallas | CHV | HOU | NY | CHV | NE | SJ | RSL | LA | RSL | HOU | COL | NE | CHI | NY | HOU | KC | COL | LA | TOR | CLB | KC | CLB | COL | DC | CHI | DC | SJ | TOR | RSL | LA |
| FC Dallas | 1-1 | 3-3 | 0-2 | 2-0 | 1-0 | 0-0 | 1-2 | 5-1 | 1-2 | 2-2 | 1-2 | 1-2 | 0-1 | 0-1 | 1-1 | 1-1 | 2-2 | 0-4 | 2-0 | 1-2 | 1-1 | 2-1 | 1-0 | 2-2 | 4-1 | 0-3 | 1-1 | 2-2 | 1-3 | 2-2 |
| Houston Dynamo | NE | DAL | KC | LA | CLB | CHV | COL | CHI | SJ | DAL | NY | TOR | NE | COL | DAL | RSL | DC | CLB | RSL | CHV | NY | CHI | KC | SJ | TOR | COL | DC | SJ | LA | CHV |
| Houston Dynamo | 0-3 | 3-3 | 0-0 | 2-2 | 0-1 | 0-0 | 1-2 | 2-1 | 1-2 | 2-2 | 0-1 | 1-3 | 2-0 | 0-0 | 1-1 | 0-0 | 2-0 | 0-2 | 3-4 | 0-4 | 0-3 | 1-2 | 1-3 | 1-1 | 1-1 | 3-1 | 0-0 | 1-2 | 0-3 | 1-1 |
| Kansas City Wizards | DC | COL | NE | HOU | CHI | TOR | CLB | NY | LA | RSL | CLB | TOR | RSL | DAL | NY | CLB | CHI | DC | CHV | COL | DAL | SJ | HOU | LA | TOR | CHV | CHI | NE | SJ | NE |
| Kansas City Wizards | 0-2 | 2-3 | 3-1 | 0-0 | 1-0 | 0-2 | 1-2 | 1-1 | 1-3 | 0-0 | 3-0 | 0-0 | 0-1 | 1-1 | 1-2 | 3-3 | 0-0 | 0-2 | 2-3 | 1-2 | 1-1 | 1-2 | 1-3 | 0-2 | 0-2 | 1-2 | 1-1 | 0-1 | 2-3 | 3-1 |
| Los Angeles Galaxy | COL | SJ | TOR | HOU | CHV | RSL | NY | DAL | KC | TOR | COL | SJ | CLB | DC | NE | CHV | NY | DAL | SJ | CHV | CHI | NE | RSL | KC | DC | CHI | CLB | COL | HOU | DAL |
| Los Angeles Galaxy | 0-4 | 0-2 | 3-2 | 2-2 | 2-5 | 2-2 | 2-1 | 5-1 | 1-3 | 0-2 | 2-3 | 3-0 | 3-3 | 1-4 | 2-1 | 1-1 | 2-2 | 0-4 | 2-3 | 2-2 | 1-0 | 2-2 | 2-2 | 0-2 | 2-5 | 1-3 | 0-1 | 2-3 | 0-3 | 2-2 |
| New England Revolution | HOU | CHI | KC | COL | NY | DAL | CHI | CHV | SJ | CLB | DC | DAL | HOU | NY | RSL | TOR | LA | CHI | SJ | DC | TOR | LA | CLB | CHV | COL | CLB | RSL | KC | DC | KC |
| New England Revolution | 0-3 | 0-4 | 3-1 | 1-0 | 1-1 | 1-0 | 3-0 | 2-1 | 0-2 | 1-0 | 2-2 | 1-2 | 2-0 | 1-1 | 1-2 | 1-2 | 2-1 | 2-1 | 0-4 | 1-2 | 1-1 | 2-2 | 0-4 | 0-4 | 1-1 | 1-0 | 2-2 | 0-1 | 1-2 | 3-1 |
| New York Red Bulls | CLB | DAL | NE | SJ | TOR | LA | KC | CHI | HOU | CHV | DC | NE | DAL | CHV | COL | KC | LA | SJ | DC | TOR | HOU | DC | CHI | RSL | CLB | COL | TOR | RSL | CLB | CHI |
| New York Red Bulls | 0-2 | 0-2 | 1-1 | 0-2 | 1-1 | 2-1 | 1-1 | 5-1 | 0-1 | 0-1 | 1-4 | 1-1 | 0-1 | 1-1 | 0-4 | 1-2 | 2-2 | 1-1 | 4-1 | 0-2 | 0-3 | 0-0 | 0-1 | 1-2 | 1-3 | 5-4 | 3-1 | 1-1 | 1-3 | 2-5 |
| Real Salt Lake | CHI | CHV | DC | TOR | DC | LA | DAL | COL | DAL | SJ | KC | CHV | SJ | NE | KC | HOU | CLB | CHI | TOR | HOU | CLB | COL | LA | NY | CHV | SJ | NE | NY | DAL | COL |
| Real Salt Lake | 1-1 | 1-3 | 0-4 | 0-1 | 1-4 | 2-2 | 1-2 | 0-2 | 1-2 | 1-3 | 0-0 | 1-0 | 0-0 | 1-2 | 0-1 | 0-0 | 0-2 | 0-0 | 1-2 | 3-4 | 0-3 | 0-2 | 2-2 | 1-2 | 1-0 | 3-2 | 2-2 | 1-1 | 1-3 | 1-1 |
| San Jose Earthquakes | LA | CHI | COL | NY | DAL | CLB | NE | HOU | RSL | CLB | LA | RSL | DC | CHI | CHV | COL | TOR | NY | LA | NE | CHV | KC | DC | HOU | RSL | DAL | CHV | HOU | KC | TOR |
| San Jose Earthquakes | 0-2 | 1-0 | 2-0 | 0-2 | 0-0 | 3-2 | 0-2 | 1-2 | 1-3 | 2-0 | 3-0 | 0-0 | 1-3 | 0-0 | 1-0 | 1-1 | 0-0 | 1-1 | 2-3 | 0-4 | 0-0 | 1-2 | 1-2 | 1-1 | 3-2 | 1-1 | 1-0 | 1-2 | 2-3 | 0-2 |
| Toronto FC | CLB | DC | LA | RSL | KC | NY | CLB | DC | DC | LA | HOU | COL | KC | NE | CHI | SJ | RSL | DAL | COL | NY | NE | CHV | CHV | CLB | KC | HOU | NY | DAL | CHI | SJ |
| Toronto FC | 0-2 | 1-4 | 3-2 | 0-1 | 0-2 | 1-1 | 0-0 | 0-1 | 2-3 | 0-2 | 1-3 | 1-3 | 0-0 | 1-2 | 1-2 | 0-0 | 1-2 | 2-0 | 1-0 | 0-2 | 1-1 | 1-2 | 3-1 | 1-1 | 0-2 | 1-1 | 3-1 | 2-2 | 2-3 | 0-2 |

## Classificações

### Temporada Regular

#### Conferência Leste
| Pos | Equipe                 | P  | J  | V  | E | D  | GP | GC | Saldo |
| --- | ---------------------- | -- | -- | -- | - | -- | -- | -- | ----- |
| 1   | Columbus Crew          | 57 | 30 | 17 | 6 | 7  | 50 | 36 | +14   |
| 2   | Chicago Fire           | 46 | 30 | 13 | 7 | 10 | 44 | 33 | +11   |
| 3   | New England Revolution | 43 | 30 | 12 | 7 | 11 | 40 | 43 | -3    |
| 4   | Kansas City Wizards    | 42 | 30 | 11 | 9 | 10 | 37 | 39 | -2    |
| 5   | New York Red Bulls     | 39 | 30 | 10 | 9 | 11 | 42 | 48 | -6    |
| 6   | D.C. United            | 37 | 30 | 11 | 9 | 15 | 43 | 51 | -8    |
| 7   | Toronto FC             | 35 | 30 | 9  | 8 | 13 | 34 | 43 | -9    |

|  |                                |
|  | Classificados para os playoffs |

|  |                                                                                             |
|  | Classificados para os playoffs por terem a maior média de pontos entre os não classificados |

#### Conferência Oeste
| Pos | Equipe               | P  | J  | V  | E  | D  | GP | GC | Saldo |
| --- | -------------------- | -- | -- | -- | -- | -- | -- | -- | ----- |
| 1   | Houston Dynamo       | 51 | 30 | 13 | 12 | 5  | 45 | 32 | +13   |
| 2   | Chivas USA           | 43 | 30 | 12 | 7  | 11 | 40 | 41 | -1    |
| 3   | Real Salt Lake       | 40 | 30 | 10 | 10 | 10 | 40 | 39 | +1    |
| 4   | Colorado Rapids      | 38 | 30 | 11 | 5  | 14 | 44 | 45 | -1    |
| 5   | FC Dallas            | 36 | 30 | 8  | 12 | 10 | 45 | 41 | +4    |
| 6   | Los Angeles Galaxy   | 33 | 30 | 8  | 9  | 13 | 55 | 62 | -7    |
| 7   | San Jose Earthquakes | 33 | 30 | 8  | 9  | 13 | 32 | 38 | -6    |

|  |                                |
|  | Classificados para os playoffs |

## Playoffs
|  | Semi-Finais de Conferência | Semi-Finais de Conferência | Semi-Finais de Conferência | Semi-Finais de Conferência | Semi-Finais de Conferência |   |                        | Finais de Conferência | Finais de Conferência | Finais de Conferência | Finais de Conferência | Finais de Conferência |  |  | MLS Cup | MLS Cup       | MLS Cup | MLS Cup | MLS Cup |
|  |                            |                            |                            |                            |                            |   |                        |                       |                       |                       |                       |                       |  |  |         |               |         |         |         |
|  | 1                          | Columbus Crew              | 1                          | 2                          | −                          |   |                        |                       |                       |                       |                       |                       |  |  |         |               |         |         |         |
|  | 4                          | Kansas City Wizards        | 1                          | 1                          | −                          |   |                        |                       |                       |                       |                       |                       |  |  |         |               |         |         |         |
|  | 4                          | Kansas City Wizards        | 1                          | 1                          | −                          |   | 1                      | Columbus Crew         | 2                     | −                     | −                     |                       |  |  |         |               |         |         |         |
|  | Conferência Leste          |                            |                            |                            |                            |   | 1                      | Columbus Crew         | 2                     | −                     | −                     |                       |  |  |         |               |         |         |         |
|  |                            | 3                          | Chicago Fire               | 1                          | −                          | − |                        |                       |                       |                       |                       |                       |  |  |         |               |         |         |         |
|  | 2                          | 3                          | Chicago Fire               | 1                          | −                          | − | New England Revolution | 0                     | 0                     | −                     |                       |                       |  |  |         |               |         |         |         |
|  | 2                          |                            |                            |                            |                            |   | New England Revolution | 0                     | 0                     | −                     |                       |                       |  |  |         |               |         |         |         |
|  | 3                          | Chicago Fire               | 0                          | 3                          | −                          |   |                        |                       |                       |                       |                       |                       |  |  |         |               |         |         |         |
|  |                            |                            |                            |                            |                            |   |                        |                       |                       |                       |                       |                       |  |  | L1      | Columbus Crew | 3       | −       | −       |
|  |                            |                            | O4                         | New York Red Bulls         | 1                          | − | −                      |                       |                       |                       |                       |                       |  |  |         |               |         |         |         |
|  | 1                          | Houston Dynamo             | 1                          | 0                          | −                          |   |                        |                       |                       |                       |                       |                       |  |  |         |               |         |         |         |
|  | 4                          | New York Red Bulls         | 1                          | 3                          | −                          |   |                        |                       |                       |                       |                       |                       |  |  |         |               |         |         |         |
|  | 4                          | New York Red Bulls         | 1                          | 3                          | −                          |   | 4                      | New York Red Bulls    | 1                     | −                     | −                     |                       |  |  |         |               |         |         |         |
|  | Conferência Oeste          |                            |                            |                            |                            |   | 4                      | New York Red Bulls    | 1                     | −                     | −                     |                       |  |  |         |               |         |         |         |
|  |                            | 3                          | Real Salt Lake             | 0                          | −                          | − |                        |                       |                       |                       |                       |                       |  |  |         |               |         |         |         |
|  | 2                          | 3                          | Real Salt Lake             | 0                          | −                          | − | Real Salt Lake         | 1                     | 2                     | −                     |                       |                       |  |  |         |               |         |         |         |
|  | 2                          |                            |                            |                            |                            |   | Real Salt Lake         | 1                     | 2                     | −                     |                       |                       |  |  |         |               |         |         |         |
|  | 3                          | Chivas USA                 | 0                          | 2                          | −                          |   |                        |                       |                       |                       |                       |                       |  |  |         |               |         |         |         |

## Semifinais de conferência
Primeiro jogo
| 1 de Novembro de 2008 | Kansas City Wizards | 1 - 1 | Columbus Crew   | Community America Ballpark, Kansas City, Kansas |
| 19:00 CDT             | Arnaud 53' ·        |       | Lenhart 90+2' · | Público: 10,385 Árbitro: Jorge Gonzalez         |

Segundo jogo jogo
| 8 de Novembro de 2008 | Columbus Crew           | 2 - 0 | Kansas City Wizards | Columbus Crew Stadium, Columbus, Ohio    |
| 19:30 EST             | Evans 6' · Rogers 57' · |       |                     | Público: 11,153 Árbitro: Ricardo Salazar |

Primeiro jogo
| 30 de Outubro de 2008 | New England Revolution | 0 - 0 | Chicago Fire | Gillette Stadium, Foxborough, Massachusetts |
| 19:30 EDT             |                        |       |              | Público: 5,221 Árbitro: Alex Prus           |

Segundo Jogo
| 6 de Novembro de 2008 | Chicago Fire                          | 3 - 0 | New England Revolution | Toyota Park, Bridgeview, Illinois     |
| 19:30 CST             | Rolfe 47+2' · Conde 47' · Segares 74' |       |                        | Público: 17,312 Árbitro: Jair Marrufo |

Primeiro Jogo
| 1 de Novembro de 2008 | New York Red Bulls | 1 - 1 | Houston Dynamo | Giants Stadium, East Rutherford, New Jersey |
| 16:00 EDT             | Angel 48'          |       | Kamara 85'     | Público: 11,578 Árbitro: Kevin Stott        |

Segundo Jogo
| 9 de Novembro de 2008 | Houston Dynamo | 0 - 3 | New York Red Bulls                            | Robertson Stadium, Houston, Texas         |
| 14:00 CST             |                |       | Richards 25' · Angel 47' (pen) · Wolyniec 81' | Público: 30,053 Árbitro: Baldomero Toledo |

Primeiro Jogo
| 1 de Novembro de 2008 | Real Salt Lake | 1 - 0 | Chivas USA | Rio Tinto Stadium, Sandy, Utah           |
| 16:30 MDT             | Movsisyan 90'  |       |            | Público: 14,719 Árbitro: Ricardo Salazar |

Segundo jogo
| 8 de Novembro | Chivas USA                       | 2 - 2 | Real Salt Lake                | Home Depot Center, Carson, California    |
| 19:30 PST     | Kljestan 30' (pen) · braun 83' · |       | Kovalenko 39' · Morales 77' · | Público: 19,256 Árbitro: Michael Kennedy |

## Finais de conferência
| 13 de Novembro de 2008 | Columbus Crew            | 2 - 1 | Chicago Fire | Columbus Crew Stadium, Columbus, Ohio |
| 19:30 EST              | Marshall 49' · Gaven 55' |       | Mc Bride 29' | Público: 14,688 Árbitro: Terry Vaughn |

| 15 de Novembro de 2008 | Real Salt Lake    | 0 - 1 | New York Red Bulls | Rio Tinto Stadium, Sandy, Utah        |
| 19:30 MST              | van den Bergh 28' |       |                    | Público: 20,008 Árbitro: Jair Marrufo |

## MLS Cup
| 23 de Novembro de 2008 | Columbus Crew                          | 3 - 1 | New York Red Bulls | Home Depot Center, Carson, California     |
| 12:30 PST              | moreno 31' · Marshall 53' · Hejduk 82' |       | Wolyniec 51'       | Público: 27,000 Árbitro: Baldomero Toledo |

| MLS 2008                           |
| ---------------------------------- |
| Columbus Crew Campeão (1.º título) |